# Valea lui Mihai (okręg Alba)
Valea lui Mihai – wieś w Rumunii, w okręgu Alba, w gminie Vințu de Jos. W 2011 roku liczyła 44 mieszkańców.